# Manfred Prinz
Manfred Friedrich Prinz (* 16. Juli 1951 in Düsseldorf) ist ein deutscher Romanist.

## Leben
Er studierte von 1970 bis 1976 Germanistik und Romanistik (Französisch, Spanisch, Portugiesisch) an den Universitäten Köln, Nancy, Coimbra und Valencia (1976 1. Staatsexamen der Romanistik und Germanistik, 1978 2. Staatsexamen für die Fächer Deutsch und Französisch). Nach der Promotion 1984 in Romanistik an der Universität Köln und der Habilitation 1992 an der Universität Bayreuth (Venia Legendi für Romanische Literaturwissenschaft) war er seit 1995 Professor (C 3) für Didaktik der romanischen Sprachen und Literaturen an der Universität Gießen.

## Schriften (Auswahl)
- Das Motiv der Reise im Frühwerk von Blaise Cendrars (1910–1929). Genève 1985, OCLC 877929985.
- Die kulturtragenden Institutionen Senegals. Zwischen kolonialem Erbe und Unabhängigkeit. Saarbrücken 1992, ISBN 3-88156-554-X.
- Frankophone Literatur Senegals und die Kultur der „schweigenden Mehrheit“. Eine kultur- und literaturwissenschaftliche Studie. Frankfurt am Main 1995, ISBN 3-88939-037-4.
- Rap RoMania: Jugendkulturen und Fremdsprachenunterricht. Band 1: Spanisch/Französisch. Stuttgart 2014, ISBN 978-3-8382-0431-4.